# Championnat de Hong Kong de football 2009-2010
Navigation
Hong Kong First Division League 2008-2009 Hong Kong First Division League 2010-2011
La Hong Kong First Division League 2009-2010 est la 97e édition du championnat de Hong Kong de football. Elle oppose les dix meilleurs clubs hongkongais en une série de dix-huit journées, chaque journée étant constitué de cinq matchs.
Le championnat a débuté le 6 septembre 2009 et s'est achevé le 16 mai 2010.
La première place de ce championnat est qualificative pour la compétition d'Asie qu'est la Coupe de l'AFC. La dernière place est attribuée au vainqueur de la coupe de Hong Kong.
Mutual FC et Xiangxue Eisiti quittent la première division et sont remplacés par les promus Tai Chung FC, champion de Hong Kong division 2 la saison précédente et Shatin SA, vice-champion.

## Сlubs participants
Légende des couleurs
- Phase de groupes de la Coupe de l'AFC 2010
- Promu de Hong Kong Second Division League

| Club             | Stade                                            | Capacité     |
| ---------------- | ------------------------------------------------ | ------------ |
| South China      | Hong Kong Stadium                                | 40 000       |
| Kitchee SC       | Hong Kong Stadium Sham Shui Po Sports Ground     | 40 000 2 194 |
| Citizen          | Siu Sai Wan Sports Ground                        | 12 000       |
| Fourway Rangers  | Sham Shui Po Sports Ground                       | 2 194        |
| Sun Hei          | Tsing Yi Sports Ground                           | 1 500        |
| Tai Po           | Tai Po Sports Ground Tseung Kwan O Sports Ground | 3 000 3 500  |
| TSW Pegasus      | Yuen Long Stadium                                | 4 932        |
| Happy Valley     | Kowloon Bay Park                                 | 1 200        |
| Tuen Mun Progoal | Tsing Yi Sports Ground                           | 1 500        |
| Tai Chung FC     | Kowloon Bay Park                                 | 1 200        |
| Shatin SA        | Sha Tin Sports Ground                            | 3 000        |

## Classement
| Rang | Équipe                         | Pts | J  | G  | N | P  | Bp | Bc | Diff |
| ---- | ------------------------------ | --- | -- | -- | - | -- | -- | -- | ---- |
| 1    | South China (T)                | 42  | 18 | 13 | 3 | 2  | 51 | 21 | +30  |
| 2    | TSW Pegasus (C)                | 35  | 18 | 10 | 5 | 3  | 33 | 21 | +12  |
| 3    | Kitchee                        | 31  | 18 | 8  | 7 | 3  | 34 | 18 | +16  |
| 4    | Citizen                        | 26  | 18 | 6  | 8 | 4  | 29 | 16 | +13  |
| 5    | Sun Hei                        | 24  | 18 | 7  | 3 | 8  | 38 | 27 | +11  |
| 6    | Tai Po                         | 23  | 18 | 6  | 5 | 7  | 25 | 27 | -2   |
| 7    | Fourway Rangers                | 19  | 18 | 4  | 7 | 7  | 19 | 28 | -9   |
| 8    | Tai Chung FC (P)               | 18  | 18 | 4  | 6 | 8  | 14 | 27 | -13  |
| 9    | Shatin SA (P)                  | 13  | 18 | 2  | 7 | 9  | 18 | 35 | -17  |
| 10   | Happy Valley                   | 11  | 18 | 2  | 5 | 11 | 17 | 58 | -41  |
| 11   | Tuen Mun Progoal (Disqualifié) | 0   | 0  | 0  | 0 | 0  | 0  | 0  | 0    |

Coupe de l'AFC 2011
- 1er et C (ou 2e) : phase de groupes

Relégation
- 9e, 10e et 11e : Hong Kong Second Division 2010-2011

Abréviations
T : Tenant du titre

C :  Vainqueur de la coupe de Hong Kong 2009-2010

P : Promu de Hong Kong Second Division 2008-2009

### Résultats
| Résultats (▼dom., ►ext.)                                   | CIT | RAN | HVA | KIT | WTP | SHA | SCH | SUN | TAI | TSW |
| Citizen                                                    |     | 1-1 | 7-0 | 0-1 | 0-1 | 3-1 | 1-1 | 1-1 | 1-0 | 4-1 |
| Fourway Rangers                                            | 0-0 |     | 2-0 | 1-1 | 1-1 | 1-0 | 2-5 | 2-1 | 1-1 | 1-4 |
| Happy Valley                                               | 0-0 | 1-0 |     | 0-4 | 1-2 | 2-2 | 2-6 | 2-2 | 1-1 | 1-4 |
| Kitchee                                                    | 2-2 | 3-3 | 6-0 |     | 1-2 | 3-1 | 2-1 | 3-2 | 2-0 | 0-0 |
| Tai Po                                                     | 2-2 | 1-0 | 4-0 | 2-2 |     | 0-0 | 1-3 | 2-4 | 0-1 | 1-2 |
| Shatin SA                                                  | 2-0 | 1-1 | 1-3 | 0-2 | 4-1 |     | 2-2 | 1-1 | 1-3 | 1-1 |
| South China                                                | 1-0 | 1-0 | 6-1 | 2-1 | 1-0 | 6-0 |     | 3-2 | 4-0 | 3-2 |
| Sun Hei                                                    | 0-3 | 4-1 | 6-0 | 1-0 | 2-3 | 4-0 | 3-1 |     | 3-0 | 2-3 |
| Tai Chung FC                                               | 1-3 | 0-2 | 1-1 | 1-1 | 1-1 | 1-1 | 1-1 | 1-0 |     | 1-0 |
| TSW Pegasus                                                | 1-1 | 3-0 | 4-2 | 0-0 | 2-1 | 1-0 | 2-2 | 1-0 | 2-1 |     |
| - Victoire à domicile - Match nul - Victoire à l'extérieur |     |     |     |     |     |     |     |     |     |     |

## Meilleurs buteurs
|                     | Buteur              | Club                 | Buts Note 1 | Pen. Note 1 | J Note 2  |
| ------------------- | ------------------- | -------------------- | ----------- | ----------- | --------- |
| 1                   | Cahê                | Sun Hei              | 14          | 1           | 17        |
| 2                   | Itaparica           | TSW Pegasus          | 13          | 1           | -         |
| 3                   | Chan Siu Ki         | South China          | 11          | 1           | 12        |
| 4                   | Sandro              | Citizen              | 9           | 0           | -         |
| 5                   | Tales Schutz        | South China          | 8           | 0           | -         |
| 5                   | Chan Yiu Lun        | Sun Hei              | 8           | 5           | -         |
| 7                   | Alex Akande         | Tai Chung FC Kitchee | 7           | 0           | 17        |
| 8                   | Detinho             | South China          | 6           | 0           | -         |
| 8                   | Ling Cong           | Happy Valley         | 6           | 1           | -         |
| 8                   | Albert Virgili      | Kitchee              | 6           | 0           | -         |
| 11                  | Léo                 | South China          | 5           | 0           | 10        |
| 11                  | Guy Junior Ondoua   | Fourway Rangers      | 5           | 0           | -         |
| 11                  | Kwok Kin Pong       | South China          | 5           | 0           | -         |
| 11                  | So Loi Keung        | Tai Po               | 5           | 2           | -         |
| Total :             | Total :             | Total :              | 277         | 277         | 277       |
| Moyenne par match : | Moyenne par match : | Moyenne par match :  | 3,08 buts   | 3,08 buts   | 3,08 buts |

| Source : Classement des buteurs 1 : Nombre de buts inscrits dont pénaltys 2 : Nombre de matchs joués par le buteur |